# Diane de Poitiers (film, 1956)
Pour plus de détails, voir Fiche technique et Distribution.
Diane de Poitiers (titre original : Diane) est un film américain réalisé par David Miller, sorti en 1956.

## Synopsis
À la cour de François Ier, la comtesse Diane de Brézé vient défendre la tête de son père, Jean de Poitiers de saint Vallier, soupçonné de complot contre le roi. Elle obtient finalement sa grâce en acceptant de prendre en charge l'éducation du prince Henri, dont le roi déplore les mœurs grossières ; le jeune homme ne s'intéresse selon lui qu'à la chasse, aux chiens et aux chevaux. Parallèlement, François Ier a arrangé le mariage du prince avec la jeune Catherine de Médicis. Pourtant, avant que celle-ci n'arrive à la cour de France, Diane et Henri sont, malgré leurs 20 ans d’écart, déjà unis par une liaison passionnée, à 38 et 18 ans. D'emblée, Catherine de Médicis déteste sa rivale, mais doit supporter sa présence constante auprès du prince, même lorsque ce dernier, sous le nom d'Henri II, accède au trône après la mort de son père et de son frère aîné. Victime d'un accident au cours d'un tournoi, Henri meurt le 10 juillet 1559. Le pouvoir revient à Catherine de Médicis. Dès lors, le sort de Diane est aussi entre ses mains…

## Fiche technique
- Titre : Diane de Poitiers
- Titre original : Diane
- Réalisation : David Miller
- Scénario : Christopher Isherwood d'après une histoire de John Erskine
- Production : Edwin H. Knopf
- Société de production : Metro-Goldwyn-Mayer
- Musique : Miklós Rózsa
- Photographie : Robert Planck
- Montage : John McSweeney Jr.
- Direction artistique : Cedric Gibbons et Hans Peters
- Décorateur de plateau : Henry Grace et Edwin B. Willis
- Costumes : Walter Plunkett
- Coordinateur des combats et des cascades : Claude Carliez et son équipe
- Société de distribution : Metro-Goldwyn-Mayer
- Langue : Anglais
- Pays d'origine : États-Unis
- Format : Couleur Eastmancolor - Son : Mono (optical prints) | 4-Track Stereo (Western Electric Sound System) (magnetic prints)
- Genre : Film historique en cinemascope
- Durée : 110 minutes
- Date de sortie :
  - États-Unis : 12 janvier 1956

## Distribution
- Lana Turner (VF : Jacqueline Porel) : la comtesse Diane de Poitiers
- Pedro Armendáriz (VF : Jean Davy) : le roi François Ier
- Roger Moore (VF : Jean-Louis Jemma) : le roi Henri II
- Marisa Pavan (VF : Anne Caprile) : Catherine de Médicis
- Torin Thatcher (VF : Louis Arbessier) : le comte de Brézé
- Sir Cedric Hardwicke (VF : Jean Brochard) : Ruggieri
- Henry Daniell : le comte Albert de Gondi
- Taina Elg (VF : Joelle Janin) : Alyas
- Ronald Green (VF : Michel Roux) : Le Dauphin
- Sean McClory (VF : Albert Augier) : le comte de Montgomery
- John Lupton : Regnault
- Paul Cavanagh : Lord Bonnivet
- Melville Cooper : le médecin
- Ian Wolfe : Lord Tremouille
- Michael Ansara (VF : Roger Rudel) : Comte Ridolfi
- Percy Helton (VF : Eddy Rasimi) : Triboulet
- Basil Ruysdael (VF : Jacques Berlioz) : le Chambellan

Acteurs non crédités :
- Peter Brocco : le peintre de la cour
- Peter Hansen : le deuxième médecin de la cour
- Stuart Whitman : Un vassal d'Henri II

## Autour du film
- Diane de Poitiers est le dernier film de Lana Turner pour la Metro-Goldwyn-Mayer

- Tout le film fut tourné en France, sur les lieux même des faits[2].